# Аноикис
Аноики́с (англ. anoikis, от др.-греч. ἀν- "без", οἶκος - "дом") — частный случай клеточной гибели путём апоптоза, которая наступает в ответ на неправильную адгезию клеток (связь с внеклеточным матриксом) или её утрату. Правильная адгезия клетки ко внеклеточному матриксу (англ. extracellular matrix, ECM) необходима для того, чтобы понять, правильное ли место занимает клетка. Удаление клеток, потерявших связь со своим окружением, препятствует их связыванию с неправильным субстратом и дальнейшему росту. Таким образом, аноикис необходим для развития и поддержания гомеостаза тканей, а его неправильная регуляция имеет место при некоторых болезнях. Аноикис был описан у некоторых типов клеток, однако, судя по всему, клетки из различных тканей используют разные молекулярные пути, приводящие к аноикису. 
Хотя зависимость клеток от прикрепления к внеклеточному матриксу была известна давно, явление аноикиса в современном понимании было описано в начале 1990-х, когда исследовательские группы Мартина Шварца (англ. Martin Schwartz) и Стива Фриша (англ. Steve Frisch) практически одновременно опубликовали результаты своих исследований, в которых показали, что клетки, утратившие прикрепление к внеклеточному матриксу, подвергались программируемой гибели по типу апоптоза.

## Молекулярные механизмы

Обобщённая схема апоптоза млекопитающих

Несмотря на особенное название, аноикис по сути представляет собой апоптоз. Инициация и дальнейший ход аноикиса могут запускаться различными путями, которые в конечном счёте приводят к активации каспаз и фрагментации ДНК (отличительные черты апоптоза). Как и классический апоптоз, аноикис может запускаться внутренним образом, через повреждение митохондрий, и внешним, в ответ на активацию поверхностных рецепторов смерти. Ключевую роль во внешнем и внутреннем пути аноикиса играют белки Bcl-2. Среди них есть и антиапоптотические белки, такие как Bcl-2, Bcl-XL и Mcl-1, и проапоптотические, такие как Bax, Bak и Bok (мульти-ВН3-доменные белки) и Bid, Bik, Bmf, Noxa, Bad, Bim и Puma (белки, содержащие только домен ВН3, или только-ВН3 белки (англ. BH3-only proteins)).

### Внутренний путь
При внутреннем пути аноикиса активация каспаз происходит вследствие нарушения целостности митохондриальной мембраны, которая обусловлена формированием олигомеров про-апоптотических белков семейства Bcl-2 на внешней митохондриальной мембране: они формируют каналы в мембране и резко увеличивают её проницаемость. Важную роль в формировании каналов в митохондриальной мембране играют потенциалзависимые анионные каналы. Разрушение внешней митохондриальной мембраны приводит к высвобождению цитохрома с, который вместе с каспазой 9 и фактором активации апоптотических протеаз (англ. apoptosis protease activating factor, APAF) формирует апоптосому. Финальная инициаторная стадия заключается в активации эффекторной каспазы 3 и начале эффекторного этапа апоптоза. За активацию аноикиса по внутреннему пути отвечает в основном белок Bim, хотя, возможно, в этом также участвует Bid. Bim активируется при откреплении клеток от ЕСМ и быстро запускает сборку олигомеров Bax–Bak на внешней митохондриальной мембране. В состоянии покоя Bim связан с динеинами и актиновыми микрофиламентами, пока потеря связи интегринов с ЕСМ не приведёт к его высвобождению и транслокации в митохондрии, где он взаимодействует с Bcl-XL, сводя на нет его активность по стимуляции выживания клетки. Утрата связи интегринов с ЕСМ подавляет фосфорилирование Bim внеклеточной киназой, регулируемой сигналом (англ. extracellular signal-regulated kinase, ERK), и фосфоинозитид-3-киназой (PI3K)/Akt. Благодаря этому Bim перестаёт угрожать разрушение в протеасомах, и начинается его накопление в клетке. Таким образом, эти два процесса приводят к накоплению Bim в цитоплазме и повышению его доступности. 
Накапливаются доказательства участия в эффекторной фазе аноикиса других только ВН3-белков в различных типах тканей. Например, транскрипция Noxa и Puma регулируется p53, и было отмечено их участие в аноикисе у фибробластов. Более того, в эпителиальных клетках Bcl-2-модифицирующий фактор (Bmf) выступает как «страж», замечающий нарушения в цитоскелете и преобразующий эту информацию в сигнал смерти. В самом деле, при откреплении клеток от матрикса Bmf высвобождается из моторного комплекса, в котором он находился в связанном с миозином V состоянии, и накапливается в митохондриях, где сводит на нет активность Bcl-2 и приводит к высвобождению цитохрома c, а значит, и дальнейшему развитию аноикиса.

### Внешний путь
Внешний путь аноикиса начинается со связывания внеклеточных лигандов смерти, например, Fas-лиганда (FasL) или фактора некроза опухоли-α (TNF-α) со своими трансмембранными рецепторами (Fas-рецептором и TNFR соответственно), что приводит к сборке индуцированного смертью сигнального комплекса (англ. death-inducing signalling complex, DISC). DISC через адаптерный белок FADD привлекает и связывает несколько молекул каспазы 8. Аутоактивированная каспаза 8 затем протеолитически активирует каспазы 3 и 7, которые продолжают расщепление различных внутриклеточных белков и в конце концов приводят к гибели клетки. Каспаза 8 может не только активировать эффекторные каспазы (внешний аноикис I типа), но и разрезать только-ВН3-белок Bid (внешний аноикис II типа). Обрезанная форма Bid (tBid) способствует выходу цитохрома с из митохондрий и сборке апоптосомы. 
Утрата связи с ЕСМ приводит к повышению экспрессии Fas и FasL и понижению экспрессии FLIP — эндогенного ингибитора сигнальных путей Fas. Кроме того, изменения формы клетки, которые происходят при её откреплении (округление клетки), могут запускать внешний путь аноикиса, в основном через Fas. Наконец, активация рецепторов смерти может в конечном счёте привести к повреждению митохондрий, так что внешний и внутренний пути аноикиса пересекаются.
Активация каспазы 3 — событие, общее для внутреннего и внешнего путей аноикиса. Она запускает каскад протеолитических реакций, разрушающих такие сигнальные молекулы, как киназа фокальной адгезии (FAK), Cas и паксиллин. Разрушение FAK сводит на нет её способствование выживанию и разрушает фокальные контакты. Разрезание p130Cas даёт С-концевой фрагмент, который регулирует транскрипцию ингибитора циклин-зависимых киназ p21; таким образом, он обеспечивает дальнейший ход аноикиса, блокируя клеточный цикл. Открепившиеся клетки, у которых каспаза 3 разрезала FAK и p130Cas, могут далее претерпеть последующие стадии аноикиса.

## Физиологические функции и защита от аноикиса
Аноикис не даёт возможности эпителиальным клеткам, по какой-либо причине покинувшим своё изначальное место, обосноваться где-либо ещё. Нормальные же эпителиальные клетки защищены от аноикиса несколькими механизмами, в частности, они неподвижны и имеют непрерывные контакты с ЕСМ. Более серьёзная защита от аноикиса необходима высоко подвижным и делящимся клеткам, например, мезенхимным клеткам; в самом деле, они, как правило, оказываются более устойчивыми к аноикису, чем эпителиальные клетки. Кроме того, мощную защиту от аноикиса имеют постоянно неприкреплённые клетки, например, зрелые гематопоэтические клетки и лейкоциты.
Вообще, клетки защищены от аноикиса прежде всего тогда, когда связаны с белками ЕСМ. Представление о роли ЕСМ как о мощном ингибиторе аноикиса широко распространено, и некоторые интегрины (α1β1, α2β1, α3β1, α5β1, α6β1, α6β4, αvβ3) оказывают значительный эффект на выживание как нормальных, так и претерпевших перерождение клеток. Ключевые белки, обеспечивающие интегрин-опосредованную передачу сигналов, приводящую к защите от аноикиса — FAK, интегрин-связанная киназа (англ. integrin-linked kinase, ILK), тирозинкиназа Src, PI3K, ERK и адаптерный белок Shc. Когда интегрины связаны с правильными белками ЕСМ, FAK и ILK рекрутируют и активируют сигнальные пути PI3K/Akt, ERK и Jun-киназы (JNK). PKB/Akt — необходимый элемент клеточных сигнальных путей выживания, поскольку получает соответствующие сигналы выживания от интегринов, факторов роста и межклеточных контактов. Активация PKB/Akt делает невозможными ряд этапов аноикиса, например, она вызывает инактивацию каспазы 9 и фосфорилирование проапоптотического белка Bad, активацию фактора NF-κB и ингибирование транскрипционных факторов Fork head. ILK получает интегрин-опосредованные сигналы выживания независимо от FAK, кроме того, адаптерный белок Shc тоже может независимо передавать на ERK сигналы адгезии. ERKs и PI3K могут отрицательно регулировать Bim через его фосфорилирование, что направляет его на деградацию. Это предотвращает подавление работы Bcl-2 посредством Bim и активацию Bax, что обеспечивает защиту от аноикиса.
В исследованиях 2008 и 2010 годов была выявлена связь между устойчивостью эпителиальных клеток к аноикису и аутофагии. Действительно, киназа PERK облегчает выживание открепившихся от ЕСМ клеток, стимулируя аутофагию и образование АТР. Потеря связи с ЕСМ активирует канонический путь аутофагии, поддерживает постоянный уровень АТР в клетке и вызывает задержку аноикиса. Аутофагия позволяет выживать эпителиальным клеткам тогда, когда они временно утрачивают связь с ЕСМ и потом вновь прикрепляется к нему. Возможно, этот же механизм используют и опухолевые клетки для защиты от аноикиса.

## Роль в патогенезе
Устойчивость к аноикису имеет огромное значение для развития рака. В отличие от нормальных эпителиальных клеток, раковые клетки не нуждаются в связи с ЕСМ для того, чтобы выживать и пролиферировать. Благодаря устойчивости к аноикису раковые клетки могут мигрировать по организму в отсутствие правильных контактов с ЕСМ и образовывать метастазы. В настоящее время разрабатываются противораковые препараты, увеличивающие чувствительность опухолевых клеток к аноикису.
Предложено несколько механизмов, обеспечивающих устойчивость к аноикису у раковых клеток:
- Изменение паттернов экспрессии интегринов. Многие раковые клетки настраивают экспрессию интегринов таким образом, чтобы выживать в различных микросредах.
- Раковые клетки создают свой собственный ЕСМ, отличный от нормального. Например, у мышей клетки карциномы лёгкого демонстрируют сверхэкспрессию коллагена IV типа[англ.], который постоянно стимулирует сигнальный путь α2-интегрин–FAK–PI3K и обеспечивает защиту от аноикиса.
- Использование активных форм кислорода (АФК). Образование АФК защищает опухолевые клетки от аноикиса через окисление/активацию тирозинкиназы Src и запуск сигнальных путей выживания клетки.
- Использование эпителиально-мезенхимального перехода (ЭМП). В частности, при эпителиально-мезенхимальном переходе, сопровождающемся развитием рака, происходит утрата экспрессии E-кадгерина — белка межклеточных контактов. Прекращение экспрессии этого белка предотвращает аноикис у опухолевых клеток и стимулирует ангиогенез.
- Использование мезенхимально-амебоидного перехода (МАП). Сверхэкспрессия EphA2[англ.] — важного индуктора МАП — наблюдается при некоторых видах рака и обеспечивает устойчивость к аноикису.
- Постоянная активация сигнальных путей клеточного выживания, например, сигнальных путей киназ семейства Src, а также путей PKB–Akt и ERK.
- Сверхэкспрессия TrkB. Сверхэкспрессия родственной тропомиозину киназы В (англ. tropomyosin-related kinase B, TrkB) наблюдается при некоторых видах рака и является сильным и специфичным ингибитором аноикиса.
- Гипоксия. Гипоксия может вызывать устойчивость к аноикису у опухолевых клеток посредством описанных выше механизмов.
- Вирус. В случае раковых заболеваний, вызванных вирусом, вирус может запускать экспрессию генов, обеспечивающих устойчивость клеток к аноикису. Например, при вирусном раке поджелудочной железы вирус индуцирует экспрессию белка APOBEC3G[англ.], который активирует киназу Akt и подавляет аноикис[4].

Известны некоторые другие механизмы возникновения и обеспечения устойчивости к аноикису. Например, кавеолин-1, ключевой белок кавеол, обеспечивает устойчивость к аноикису клеток гепатоцеллюлярной карциномы, активируя сигнальный путь IGF-1. Важную роль в развитии устойчивости к аноикису в клетках рака яичника играет белок CD24. Белок DBC1 стимулирует устойчивость к аноикису в клетках рака желудка, регулируя сигнальный путь NF-κB. Аналогичное действие на клетки рака толстой кишки оказывает интерлейкин 8.
Усиление аноикиса, не компенсируемое клеточными делениями или компенсируемое неправильно, возможно, лежит в основе многих сердечно-сосудистых дегенеративных патологий. Примерами может служить открепление кардиомиоцитов при сердечном приступе, разрушение бляшек при атеросклерозе, исчезновение гладких мышечных клеток при аневризмах и варикозном расширении вен, усиленная утрата сосудистых клеток при сердечно-сосудистых инфекциях.
Хронические заболевания сосудов являются главными причинами смерти при диабете. Эти заболевания связаны с увеличенным откреплением и смертью аноикисом эндотелиальных клеток, поэтому аноикис играет важную роль в диабете.
Аноикис может вызываться патогенами. Например, Pseudomonas aeruginosa вызывает атипичный аноикис в эпителиальных клетках хозяина.
В настоящее время трансплантация клеток является привлекательным способом для лечения некоторых заболеваний, например, нейродегенеративных нарушений, сердечного приступа и миопатий. Однако главная проблема, с которой сталкиваются разработчики таких методов лечения, — крайне низкая жизнеспособность пересаженных клеток. Пересаженные клетки, как правило, не могут создать правильные контакты с новым ЕСМ и умирают аноикисом. По этой причине разработка методов, которые усиливают приживаемость клеток при трансплантации, обеспечивая защищённость клеток от аноикиса при циркуляции по кровотоку до попадания в орган-мишень, является важной задачей клеточной терапии.  Интересно отметить что приобретение устойчивости клетки к аноикису связано с морфологическими изменениями - клетка принимает округлую морфологию и образует небольшие полусферические выпячивания плазматической мембраны, так называемый блеббинг. Изменение контура плазматической мембраны, задействует чувствительные к кривизне белки септины, что в итоге вызывает активацию путей выживания.  Более того, фибробласты, созданные так чтобы они поддерживали блеббинг, приобретают такую же устойчивость к аноикису, что и раковые клетки, даже без онкогенных мутаций.